# Corey Haim
Pour les articles homonymes, voir Haim (homonymie).
Corey Haim est un acteur et producteur canadien, né le 23 décembre 1971 à Toronto (Ontario) et mort le 10 mars 2010 à Burbank (Californie).
Devenu une vedette dans son adolescence, il joue notamment dans les films Lucas et Génération perdue. Sa carrière décline dans les années 1990, tandis que sa vie privée est affectée par son usage de stupéfiants. De 2007 à 2008, il apparaît dans une émission de téléréalité aux côtés d'un autre ancien enfant acteur, Corey Feldman.

## Biographie

### Jeunesse
Corey Ian Haim naît le 23 décembre 1971 à Toronto, en Ontario (Canada). Sa mère, Judy, est une opératrice en informatique d'origine israélienne et son père, Bernie Haim, un commercial. Sa mère l'inscrit dans un cours d'acteur afin qu'il puisse surmonter sa timidité. N'étant pas particulièrement motivé par le métier d'acteur, il pratique le hockey sur glace, joue de la musique sur son clavier ou collectionne des comics.

### Carrière

#### Premiers succès
En 1982, Corey Haim commence sa carrière, en apparaissant dans la série télévisée Paul et les Jumeaux (The Edison Twins), jusqu’en 1986.
En 1984, il fait sa première apparition au grand écran dans le thriller Firstborn, dans lequel jouent aussi Sarah Jessica Parker et Robert Downey Jr..
En 1985, il apparaît dans un rôle mineur dans Secret Admirer et Murphy's Romance. La même année, il joue le rôle principal dans le long métrage Peur bleue (Silver Bullet), adapté de la nouvelle de Stephen King, où il joue un paraplégique au côté de Gary Busey. Il commence à se faire un nom par lui-même dans l'industrie du cinéma en gagnant son premier Young Artist Award pour son rôle dans le téléfilm A Time to Live.
En 1986, il décroche son plus grand rôle, aux côtés de Kerri Green, Charlie Sheen et Winona Ryder, dans le film Lucas. Pour ce rôle, il reçoit une nomination de la meilleure performance dans un long métrage au Young Artist Award. Le critique de cinéma Roger Ebert lui donne de bonnes critiques.
En 1987, après le succès de Lucas, il joue dans la série télévisée Roomies.

#### Fin des années 1980
En 1987, Corey Haim joue un rôle dans le film de vampires Génération perdue (The Lost Boys) de Joel Schumacher, aux côtés de Jason Patric et de Kiefer Sutherland. Le film fut bien accueilli par les critiques. En plus d'augmenter sa renommée, le film marque le début de la fameuse collaboration avec Corey Feldman. Sa performance lui vaut une autre nomination au Young Artist Award dans la catégorie du « Best Young Male Superstar in a Motion Picture ».
En 1988, il joue dans deux films plus largement diffusés : Plein pot (License to Drive), une comédie pour adolescents qui est un succès commercial, avec comme co-acteur Corey Feldman ainsi que la jeune actrice Heather Graham, et le film d'horreur Watchers, basé sur la nouvelle de Dean Koontz. Il gagne son second Young Artist Award, devançant Feldman dans la catégorie « Best Young Actor in a Motion Picture Comedy or Fantasy » pour License to Drive.
En 1989, les deux Corey deviennent populaires pour leur collaboration après deux films à succès : ils se reforment dans le film Dream a Little Dream. Le single Rock On (en), version de Michael Damian, devient numéro un au Billboard Hot 100. Les deux Corey apparaissent dans le clip vidéo tiré du single. La même année, Corey Haim réalise une vidéo auto promotionnelle intitulée Corey Haim: Me, Myself, and I. Dans la vidéo, il se montre prenant part aux activités familiales et discutant de sa carrière et de ses ambitions.

#### Années 1990
En 1990, après Corey Haim: Me, Myself, and I, Corey Haim réalise son premier vidéofilm The Dream Machine. Il joue, avec Patricia Arquette, dans Prayer of the Rollerboys. Il continue de jouer dans des vidéofilms tel que Belle et Dangereuse (dans lequel joue également Feldman), The Double 0 Kid (aux côtés de Brigitte Nielsen) et Oh, What a Night.
En 1993, il joue pour un jeu vidéo intitulé Double Switch, produit pour la Mega-CD et plus tard pour la Saturn de Sega, et pour PC. Au cours des deux années suivantes, Haim autorise la réalisation de suites pour deux de ses anciens films : en 1994 sort Fast Getaway II en même temps que National Lampoon's Last Resort. L'année suivante sort Life 101 et une autre suite Dream a Little Dream 2, dans lequel il joue avec Feldman.
En 1996, il joue dans quatre vidéofilms : Snowboard Academy (où il retrouve Brigitte Nielsen), Busted avec Corey Feldman, Demolition High, et Fever Lake. Il joue un rôle mineur dans la version télévisuelle de Merlin. Après avoir réalisé Never Too Late et la suite de Demolition High, Demolition University (pour lequel il est également le producteur), il fait banqueroute en 1997.

#### Années 2000
En 2000, Corey Haim tente un retour dans l'industrie du cinéma avec un autre vidéofilm Without Malice, avec Jennifer Beals et Craig Sheffer. Il passe du temps en désintoxication : « J'ai commencé par les tranquillisants, car j'étais une boule de nerfs. Mais un mène à deux, deux à quatre, quatre à huit, jusqu'à ce qu'à la fin, j'en prenne 85 par jour — les médecins n'arrivaient pas à croire que j'en ai pris autant. Et encore, c'était juste pour le Valium — je n'ai pas parlé des autres pilules que j'avalais ».
En 2001, il apparaît dans The Backlot Murders au côté de Priscilla Barnes. Il devient le sujet de E! True Hollywood Story. Il fait un caméo dans Dickie Roberts: ex-enfant star, un film sur un enfant acteur qui n'a pas vécu une enfance normale, il y distingue plusieurs enfants-stars, dont Corey Feldman.
En 2002, il joue son propre rôle dans un épisode de la série télévisée canadienne Le Loup-garou du campus.
En 2004, il semble avoir surmonté son problème de drogue après avoir emménagé à Toronto. En réponse à une enquête du journal The Sun sur ce qui lui était vraiment arrivé : « Je suis propre, sobre, humble et heureux ».
En 2006, il est classé huitième des plus grandes stars pour adolescents sur VH1.

#### Retour dans la téléréalité
Le 4 décembre 2006, Corey Haim commence l'enregistrement d'une émission de téléréalité, intitulée The Two Coreys, dont il partage la vedette avec Corey Feldman. L'émission est diffusée pour la première fois sur A&E Network le 29 juillet 2007. Les deux Coreys signent pour une deuxième saison, dont la diffusion commence le 22 juin 2008. Il est nommé pour le prix des téléspectateurs aux Annual Gemini Awards au Canada pour son rôle dans The Two Coreys. Il est huitième dans la catégorie « canadien préféré » dans une série TV (non éligible pour un Gemini) pour son rôle dans le show de A&E.

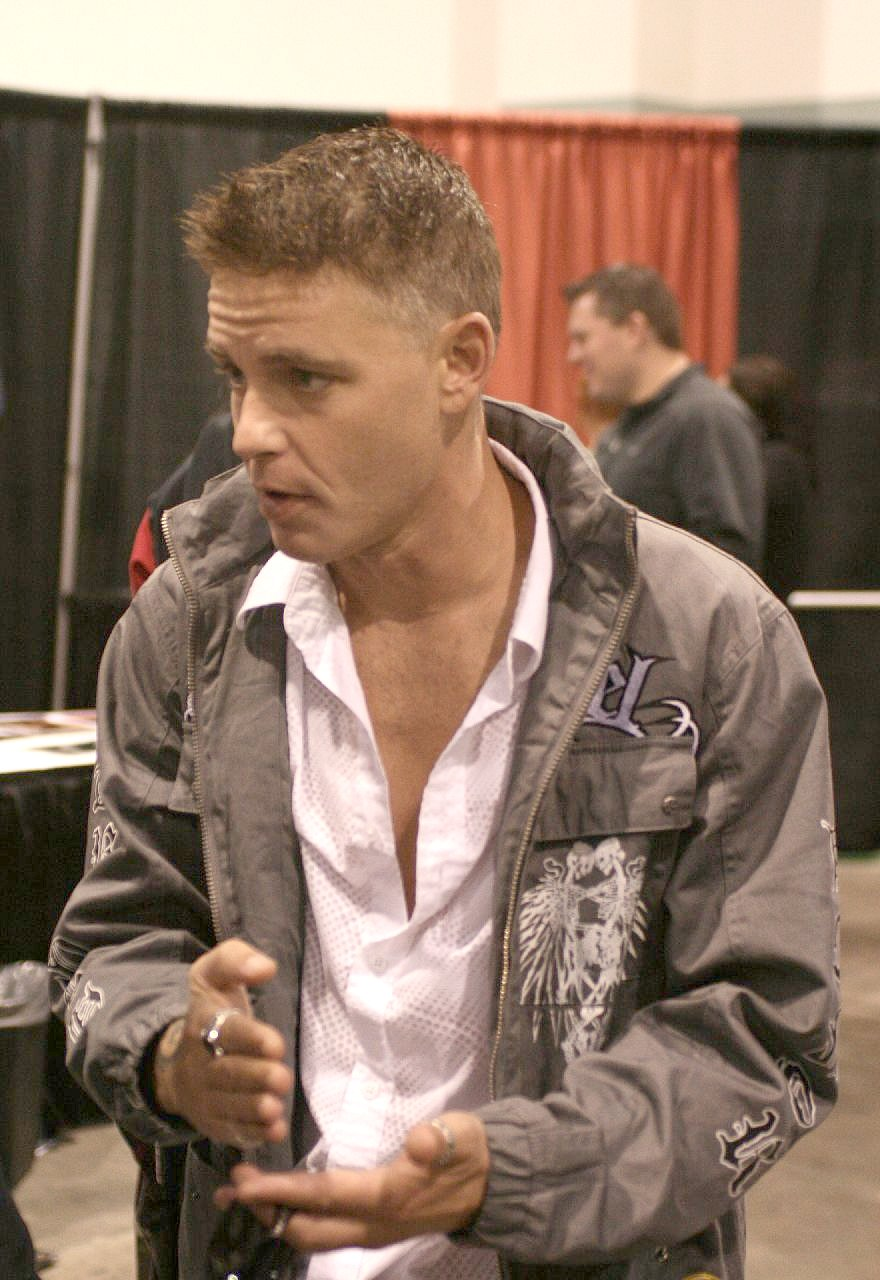
En 2008.

Le 7 février 2008, il paye une annonce dans le magazine Variety, disant que « Ce n'est pas une blague. Je suis de retour. Je suis prêt à travailler. Je suis prêt à m'amender ». Le même mois, on[Qui ?] recommence à filmer certaines scènes de Génération Perdue 2 (Lost Boys: The Tribe) pour l'inclure, reprenant son rôle de Sam Emerson. Il revient sur sa décision de ne pas apparaître dans une suite. Il n'apparaît pas dans le scénario de Génération Perdue 2 jusqu'au générique de fin. Ses apparitions sont visibles uniquement dans les « scènes supprimée » du DVD.
Avant que le futur de The Two Coreys ne soit connu, Corey Feldman déclare qu'il refuse d'avoir d'autres contacts avec Corey Haim tant que ce dernier ne se serait pas débarrassé de son penchant pour les drogues. A & E se prononça contre une troisième saison et met un terme à l'émission en juillet 2008.
En 2009, il apparaît dans le film d'action Hyper Tension 2 (Crank 2: High Voltage) de Mark Neveldine et Brian Taylor.

### Décès
Le 10 mars 2010,  à l'âge de 38 ans, Corey Haim meurt à Burbank.
Selon Szilva Vecserdy, les médias ont tenu des propos injustes et faux sur l'acteur. Il n'est pas mort d'une overdose, mais bien d'une pneumonie et d'une hypertrophie du cœur. Selon Corey Feldman, la dépendance de la drogue de son ami était due aux agressions sexuelles qu'il avait subies durant son enfance,.
En 2020, dans un documentaire intitulé (My) Truth : The Two Coreys, son ami Corey Feldman prend la parole et accuse l'acteur Charlie Sheen de l'avoir violé, lui et son ami Corey Haim alors que les deux jeunes acteurs avaient tourné le film Lucas. Charlie était âgé de 19 ans et Corey Haim de 13 ans. Ce dernier aurait dénoncé le comportement déplacé de Charlie Sheen avant de mourir d'une pneumonie en 2010.

## Filmographie

### En tant qu'acteur

#### Cinéma

##### Longs métrages
- 1984 : Firstborn de Michael Apted : Brian Livingston
- 1985 : Une amie qui vous veut du bien (Secret Admirer) de David Greenwalt : Jeffrey Ryan
- 1985 : Peur bleue (Silver Bullet) de Daniel Attias : Marty Coslaw
- 1985 : Murphy's Romance de Martin Ritt : Jake Moriarty
- 1986 : Lucas de David Seltzer : Lucas
- 1987 : Génération perdue (The Lost Boys) de Joel Schumacher : Sam Emerson
- 1988 : Plein pot (License to Drive) de Greg Beeman : Les Anderson
- 1988 : Watchers de Jon Hess : Travis Cornell
- 1989 : Dream a Little Dream de Marc Rocco : Dinger
- 1990 : Prayer of the Rollerboys de Rick King : Griffin
- 1991 : Fast Getaway de Spiro Razatos : Nelson (vidéo)
- 1991 : Bolide de rêves (The Dream Machine) de Lyman Dayton : Barry Davis
- 1992 : Oh, What a Night d'Eric Till : Eric
- 1992 : L'Agent double 00 (The Double 0 Kid) de Dee McLachlan : Lance Elliot (vidéo)
- 1993 : Anything for Love de Michael Keusch : Chris « Chrissy » Calder (vidéo)
- 1994 : Last Resort de Rafal Zielinski : Dave (vidéo)
- 1994 : Hold-up en quatrième vitesse (Fast Getaway II) d'Oley Sassone : Nelson Potter (vidéo)
- 1995 : Dream a Little Dream 2 de James Lemmo : Dinger Holfield (vidéo)
- 1995 : Life 101 de Redge Mahaffey : Ramsy (vidéo)
- 1996 : Demolition High de Jim Wynorski : Lenny Slater (vidéo)
- 1996 : Never Too Late de Giles Walker : Max
- 1996 : Shooter on the Side de Richard Styles
- 1996 : Busted de Corey Feldman : Clifford (vidéo)
- 1997 : Batman et Robin (Batman & Robin) de Joel Schumacher : un membre de motards (non crédité)
- 1997 : Snowboard Academy de John Shepphird : Chris Barry (vidéo)
- 1997 : Fever Lake de Ralph E. Portillo : Albert (vidéo)
- 1997 : Demolition University de Kevin Tenney : Lenny Slater (vidéo)
- 1999 : Wishmaster 2 de Jack Sholder : le cambrioleur du musée (non crédité)
- 2002 : The Backlot Murders de David DeFalco : Tony (vidéo)
- 2007 : Universal Groove de François Garcia : Jim
- 2008 : Génération perdue 2 (Lost Boys: The Tribe) de P.J. Pesce : Sam Emerson (vidéo)
- 2009 : Hyper Tension 2 (Crank 2: High Voltage) de Mark Neveldine et Brian Taylor : Randy
- 2009 : Shark City de Dan Eisen : Chip Davis
- 2009 : Trade In de Jackie Lee James : lui-même
- 2010 : American Sunset de Michael Masucci : Tom Marlow
- 2010 : New Terminal Hotel de BC Fourteen : Jasper Crash
- 2011 : Decisions de Jensen LeFlore : l'inspecteur Lou Andreas

#### Télévision

##### Téléfilms
- 1985 : Cœur en sursis (A Time to Live) de Rick Wallace : Peter Weisman
- 1992 : Belle et Dangereuse (Blown Away) de Brenton Spencer : Rich
- 1998 : La Légende de Merlin (Merlin) de David Winning : Wilf
- 2000 : Without Malice de Rob W. King : Marty

##### Séries télévisées
- 1984-1985 : Paul et les Jumeaux (The Edison Twins) : Larry (10 épisodes)
- 1987 : Roomies : Matthew Wiggins (8 épisodes)
- 1998 : Psi Factor, chroniques du paranormal (Psi Factor: Chronicles of the Paranormal) : le stagiaire du projet de recherche (saison 2, épisode 22 : The Egress)
- 2000 : Le Loup-garou du campus (Big Wolf on Campus) : lui-même (saison 2, épisode 11 : Blaim It on the Haim)

### En tant que producteur
- 1991 : Fast Getaway de Spiro Razatos
- 1995 : Life 101 de Redge Mahaffey
- 1996 : Demolition High de Jim Wynorski
- 1997 : Demolition University de Kevin Tenney (vidéo)